# Eugenio Espejo
Francisco Javier Eugenio de Santa Cruz y Espejo (Quito, Real Audiencia de Quito, 21 de febrero de 1747-Quito, Real Audiencia de Quito, 27 de diciembre de 1795) fue un médico, abogado, escritor y bibliotecario quiteño. Aunque fue un escritor y científico notable, destacaba como el polemista que inspiró el movimiento separatista de Quito. Es considerado como una de las figuras más importantes del Ecuador colonial. Además, fue el primer periodista e higienista de Quito. 
Como periodista, difundió las ideas de la Ilustración en la Real Audiencia, y como higienista redactó un importante tratado sobre las condiciones sanitarias del Ecuador colonial, que incluía interesantes observaciones sobre los microorganismos y la difusión de las enfermedades. 
Espejo fue reconocido en su tiempo por su obra satírica, que inspirada por la filosofía de la Ilustración, criticaba la carencia de educación en la Audiencia de Quito, el manejo económico de su gobierno, la corrupción de sus autoridades, y varios aspectos de su cultura en general. Debido a ello, fue perseguido y finalmente apresado antes de su muerte, causada por una disentería mientras se encontraba preso.

## Antecedentes históricos
La Real Audiencia (o Presidencia) de Quito fue establecida por el rey Felipe II el 29 de agosto de 1563. Era una corte de la Corona Española con jurisdicción sobre determinados territorios del Virreinato del Perú (y luego del Virreinato de Nueva Granada) que comprende el actual territorio de Ecuador, así como partes de Perú, Colombia y Brasil. La Real Audiencia fue creada para fortalecer el control administrativo sobre esos territorios y para regular las relaciones entre los blancos y los nativos. Su capital era la ciudad de Quito. 
Ya en el siglo 
II, la Real Audiencia de Quito empezó a tener problemas económicos. La carencia de caminos limitaba la comunicación entre pueblos y ciudades; los obrajes (un tipo de fábrica textil) habían provisto trabajos, pero ahora se encontraban en decadencia, fundamentalmente debido al empleo de medidas enérgicas frente al contrabando de telas europeas y una serie de desastres naturales. Los obrajes fueron sustituidos por las haciendas, y los grupos dominantes locales continuaron explotando a la población indígena.  
El escolasticismo, ya en decadencia en esa época, aún era enseñado, y los estudiantes pasaban la mayor parte de su tiempo en discusiones metafísicas. Como resultado, los intelectuales quiteños, que en su mayoría eran clérigos, se expresaban con afectación y no tenían ideas nuevas. 
Adicionalmente, en 1793, sólo había dos médicos disponibles en Quito, uno de los cuales era precisamente Espejo; la mayoría de las personas que enfermaban eran atendidas por curanderos. La discriminación étnica estaba generalizada y la mayoría de las personas consideraba que la sociedad se dividía en estamentos, diferenciados entre sí por origen racial. Debido a esto, la dignidad y honor de las personas podían ser vulnerados por prejuicios raciales. 
Asimismo, un relajamiento de las costumbres sociales se producía en todos los niveles sociales. Las relaciones extramaritales y los hijos ilegítimos eran comunes. Debido a que la pobreza iba en aumento, especialmente entre las personas más humildes, muchas mujeres se veían obligadas a encontrar rápidamente alojamiento en conventos; asimismo, los hombres se ordenaban como sacerdotes no por vocación, sino porque así resolvían sus problemas económicos y mejoraban su estatus social. Eso explica la abundancia de clérigos en una ciudad tan pequeña como Quito en esa época.

## Biografía

### Primeros años
Fue bautizado Eugenio Espejo en la parroquia El Sagrario el 21 de febrero de 1747. Según la mayoría de historiadores, su padre era Luis de la Santa Cruz Espejo y Ruiz procedente de Cajamarca, que llegó a Quito de quince años como asistente del médico y sacerdote José del Rosario; y, su madre, era María Catalina Aldaz y Larrainzar, nacida en Quito. Fue inscrito en la partida de nacimiento como Francisco Javier Eugenio de Santa Cruz y Espejo, en el libro de blancos, según la costumbre de esa época. Esto se llevó a cabo gracias a que su madre Catalina Aldaz era de origen español, lo que les permitió inscribirlo en uno de los más prestigiosos colegios de Quito, "El Colegio de San Luis". Para el efecto, María Catalina Aldás presentó su partida de nacimiento.
Espejo tuvo dos hermanos menores. Juan Pablo y María Manuela. Juan Pablo nació en 1752, estudió con los dominicos y actuó como sacerdote en varias partes de la Audiencia de Quito. María Manuela nació en 1753 y, tras la muerte de sus padres, fue cuidada por su hermano Eugenio.
A pesar de la situación económica relativamente precaria de su familia, Espejo tuvo una buena educación. Aprendió sus primeras letras en casa de sus padres y luego, en una escuela católica para niños pobres. Una vez inscrito desde muy temprana edad en colegios exclusivos de la aristocracia quiteña, llegó a ser electo representante de sus compañeros en varias ocasiones. De esta época data su probable y único retrato conocido, en compañía de su clase.
Se instruyó a sí mismo en medicina trabajando junto con su padre en el Hospital de la Misericordia. Se graduó como médico el 10 de julio de 1767, a los 20 años de edad, y poco después se graduó en leyes civiles y canónicas, obteniendo su título en jurisprudencia y derecho canónico.
El 14 de agosto de 1772 pidió permiso para practicar la medicina en Quito, el mismo que fue otorgado el 28 de noviembre de 1772. Luego de esto, no existe información sobre su paradero hasta 1778, cuando escribió un sermón relativamente polémico.

### Actividades en la Real Audiencia

#### Obra como polemista

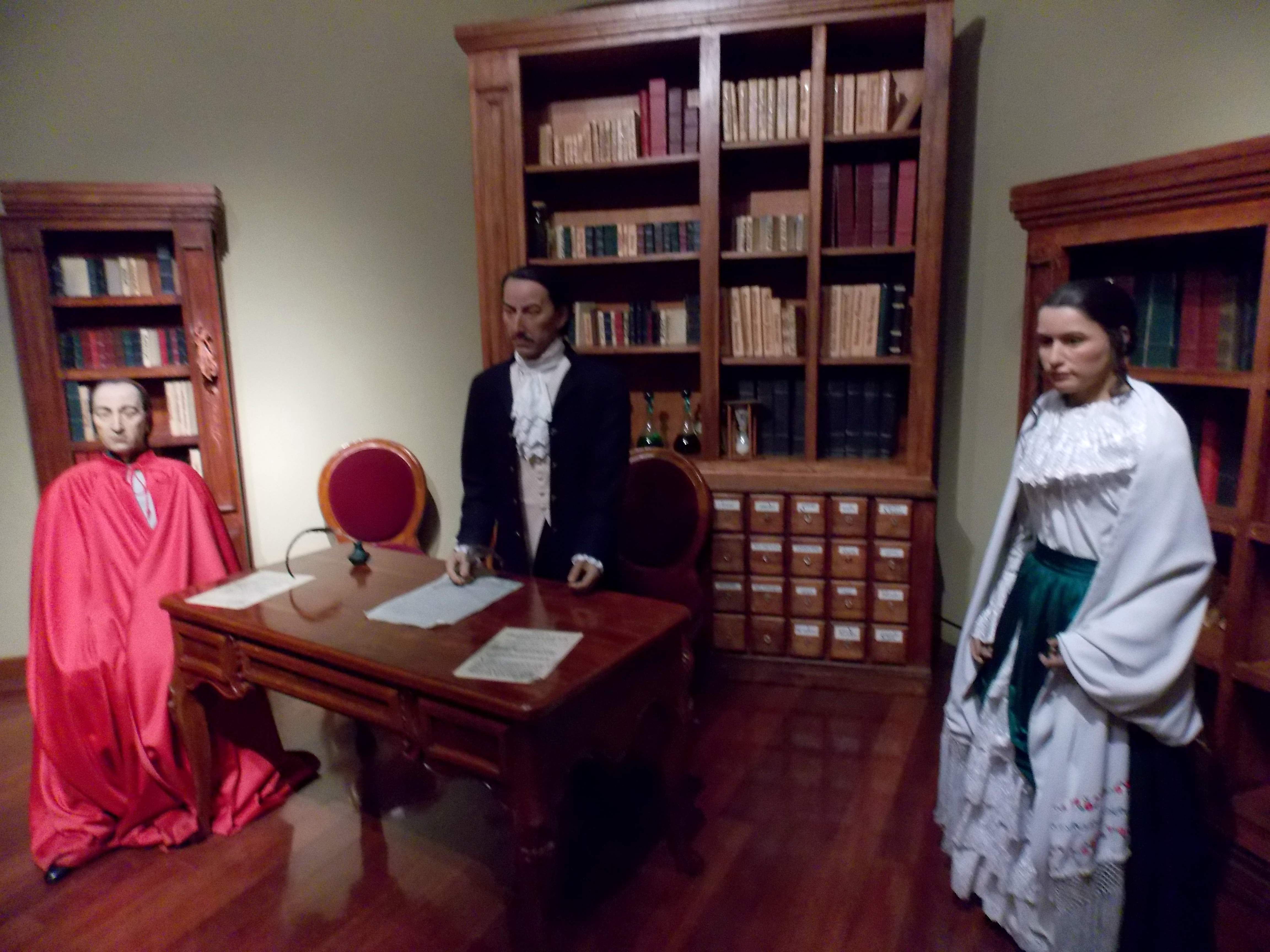
Representación en cera de Eugenio (centro) junto a su hermana Manuela, en el Museo Alberto Mena Caamaño.

Entre 1772 y 1779, Espejo provocó a las autoridades coloniales, que lo consideraban el autor de varios carteles satíricos y burlones, colocados en las puertas de las iglesias y otros edificios. Se puede atribuir a Espejo su autoría a partir de comentarios sentados en sus escritos. 
En 1779 circuló un manuscrito satírico y lleno de reproches, El nuevo Luciano de Quito,[c] suscrito por "don Javier de Cía, Apéstegui y Perochena," un pseudónimo adoptado por Espejo. Esta obra como tal imitaba el estilo satírico de Luciano, y mostraba especial antipatía hacia los jesuitas. Mostraba la cultura de su autor, a pesar de vivir en una ciudad aislada e intelectualmente atrasada como lo era Quito en esa época. El Nuevo Luciano de Quito fue escrita en diálogos, a fin de presentar sus ideas al pueblo común con sencillez, en lugar de usar explicaciones tediosas dirigidas a intelectuales. También satirizaba los muchos defectos de la ciudad, en particular la corrupción de las autoridades coloniales y la falta de educación de la gente. El uso de un seudónimo, una práctica común en América y Europa durante la Ilustración, era importante para Espejo: no solamente le proveía anonimato, también le permitía ocultar cualquier indicio de su mestizaje en una cultura que otorgaba prestigio e importancia a las personas blancas; su pseudónimo sugería que tenía parientes blancos o europeos por parte de su madre.[d]
A inicios de 1779, Espejo continuó escribiendo sátiras contra el gobierno de la Audiencia, motivado por la condición de la sociedad. En junio de 1780, escribió Marco Porcio Catón.[e] Nuevamente, usó un pseudónimo, esta vez “Moisés Blancardo”. En esta obra, una parodia presentada como una supuesta respuesta de un censor al Nuevo Luciano, se burlaba de las nociones e ideas de sus críticos. En 1781 escribió La ciencia blancardina, a la que se refirió como una segunda parte del Nuevo Luciano, como respuesta a las críticas de un sacerdote mercedario de Quito. Debido a sus obras, para 1783 fue calificado como “subversivo". Para librarse de él, las autoridades lo designaron médico principal en la expedición científica de Francisco de Requena a los ríos Pará y Marañón para delimitar el territorio de la Audiencia. Espejo intentó declinar el nombramiento, y cuando el intento fracasó, trató de huir sin éxito. Su orden de arresto detalla una de las pocas descripciones físicas que tenemos de él.[f] Capturado, fue enviado de vuelta como "reo de grave atentado," pero no fue enjuiciado ni sufrió mayores consecuencias.

#### Breve exilio
En 1785, el cabildo de la ciudad solicitó que escriba un trabajo sobre la viruela, el peor problema sanitario que la Audiencia enfrentaba. Espejo aprovechó la oportunidad para redactar su mejor y más completo trabajo, Reflexiones acerca de un método para preservar a los pueblos de las viruelas, a fin de denunciar el modo como la Audiencia manejaba la sanidad pública. Esta obra es una fuente histórica valiosa como descripción de las condiciones sanitarias e higiénicas de la América colonial. 
Reflexiones fue enviada a Madrid, donde fue incorporada como apéndice a la segunda edición del tratado Disertación médica (1786) de Francisco Gil, miembro de la Real Academia Médica de España. En lugar de obtener reconocimiento, Espejo hizo enemigos, porque su obra criticaba a los médicos y sacerdotes a cargo de la salud pública en la Real Audiencia por su negligencia, y se vio obligado a abandonar Quito. 
Camino a Lima, se detuvo en Riobamba, donde un grupo de sacerdotes le pidieron escribir una repuesta al reporte escrito por Ignacio Barreto, jefe de recaudación de impuestos. El reporte acusaba a los sacerdotes de Riobamba de varios abusos contra los indígenas a fin de quedarse con su dinero. Espejo con gusto aceptó el encargo porque quería ajustar cuentas con Barreto y otros ciudadanos de Riobamba, entre ellos José Miguel Vallejo, quienes lo habían entregado a las autoridades cuando intentó evadir la expedición de Requena al río Marañón. Escribió Defensa de los curas de Riobamba, un estudio detallado del estilo de vida de los indígenas de Riobamba y un poderoso ataque al reporte de Barreto. 
En marzo de 1787, continuó su ataque contra sus enemigos riobambeños con una serie de ocho cartas satíricas a las que llamó Cartas riobambenses. En respuesta, sus enemigos denunciaron a Espejo ante el presidente de la Real Audiencia, Juan José de Villalengua. El 24 de agosto de 1787, Villalengua solicitó a Espejo o bien que se traslade a Lima o que regrese a Quito para ocupar un puesto en el gobierno, y posteriormente lo arrestó. Espejo fue acusado de ser el autor de El Retrato de Golilla, una sátira dirigida contra el rey Carlos III y el Marqués de la Sonora, ministro colonial de las Indias. Fue llevado a Quito, y desde allí envió tres peticiones a la Corte de Madrid, que decretó, por mandato de Carlos III, que el caso sea llevado ante el Virrey de Bogotá. El presidente Villalengua se desentendió del asunto y envió a Espejo a Bogotá para que ejerza su propio patrocinio. 
En Bogotá conoció a Antonio Nariño y Francisco Antonio Zea, desarrollando en el proceso sus ideas sobre la independencia. En 1789 uno de sus seguidores, Juan Pío Montúfar, llegó a Bogotá y, junto a Espejo, obtuvieron la aprobación de importantes miembros del gobierno para crear la Escuela de la Concordia, luego llamada Sociedad Patriótica de Amigos del País de Quito. Las Sociedades económicas de amigos del país eran asociaciones privadas establecidas en varias ciudades de la España de la Ilustración y, en menor grado, en algunas de sus colonias. Espejo con éxito se defendió de los cargos en su contra y, el 2 de octubre de 1789, salió libre de todo cargo. El 2 de diciembre del mismo año fue notificado que podía regresar a Quito.

### Años finales
En 1790, Espejo regresó a Quito para impulsar la fundación de la Sociedad Patriótica de Amigos del País de Quito y, el 30 de noviembre de 1791, una sede fue establecida en el Colegio de los Jesuitas. Fue electo su director y formó cuatro comisiones. El mismo año, se convirtió en director de la primera biblioteca pública, la Biblioteca Nacional, conformada en un inicio por los cuarenta mil volúmenes dejados por los jesuitas tras su expulsión de Ecuador. 
La principal tarea de la Sociedad era mejorar la ciudad de Quito. Sus 24 miembros se reunían semanalmente para discutir problemas agrícolas, educativos, políticos y sociales; y, para promover el desarrollo de las ciencias físicas y naturales. La Sociedad fundó el primer periódico de Quito, Primicias de la Cultura de Quito, publicado por Espejo a partir del 5 de enero de 1792, órgano de esa sociedad, y del que salieron siete números hasta el 27 de marzo de ese año en que dejó de publicarse. A través de este diario las ideas liberales, en cierto modo ya conocidos en otras partes de Hispanoamérica, fueron difundidas entre la gente de Quito. El 11 de noviembre de 1793 Carlos IV disolvió la sociedad. Fracasada esta tentativa de restaurar la patria optó por la estrategia de escribir acerca de la economía de Quito. En Memoria sobre el Corte de Quinas y Voto de un Ministro Togado planteó el libre comercio contra el mercantilismo centralista de la Corona.

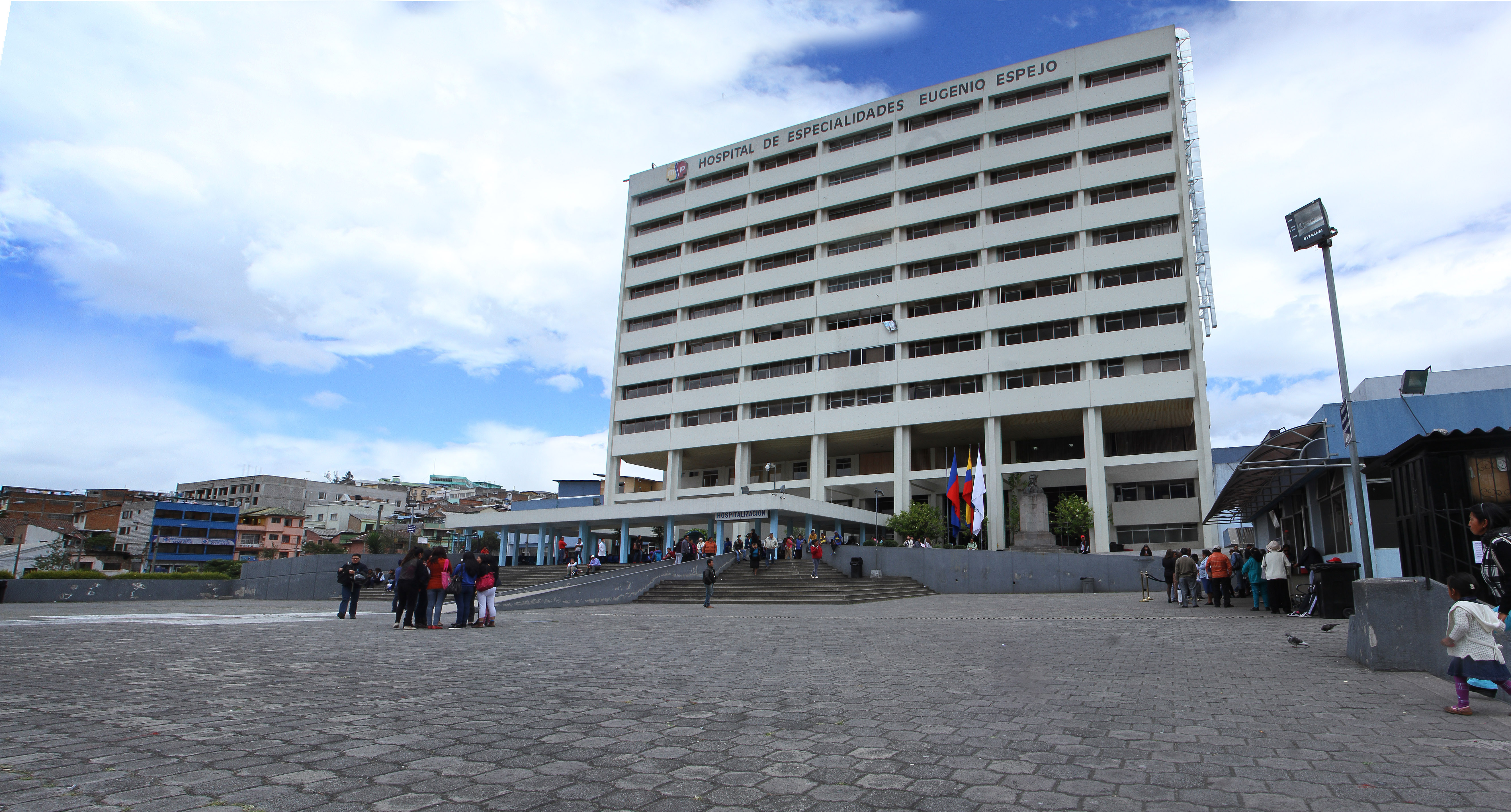
Hospital Eugenio Espejo de Quito, uno de los más importantes del país. Nombrado en honor al médico prócer.

En 1793, las autoridades trataron de deshacerse de Espejo, a quien motejaban de "rencilloso, travieso, inquieto y subversivo", designándole médico de una expedición científica a los ríos Pará y Marañón. Espejo se negó a este juego y fue arrestado, aunque al poco tiempo quedó libre por falta de pruebas. A Espejo no le quedó otra opción más que trabajar como bibliotecario en la Biblioteca Nacional. Habiendo perdido la poca fe que le quedaba en la monarquía, llegó a creer que no existía otra solución que cambiar las estructuras políticas vigentes. Escribió sermones para su hermano cura a fin de difundir estas ideas. Se volvió activista; en las cruces de Quito amanecieron banderolas escarlatas con el lema: "Al amparo de la cruz, sed libres, conseguid la gloria y la felicidad".
Debido a sus ideas liberales, fue apresado [g] el 30 de enero de 1795, acusado de conspiración por su desafiante acción con las cruces. Solamente le permitieron dejar su celda para tratar a sus pacientes como médico y, el 23 de diciembre de 1795, para morir en su hogar a causa de la disentería que adquirió durante su cautiverio. Eugenio Espejo falleció el 27 de diciembre de 1795, y su certificado de muerte fue registrado en el libro dedicado a los indígenas, mestizos, negros y mulatos.

## Personalidad

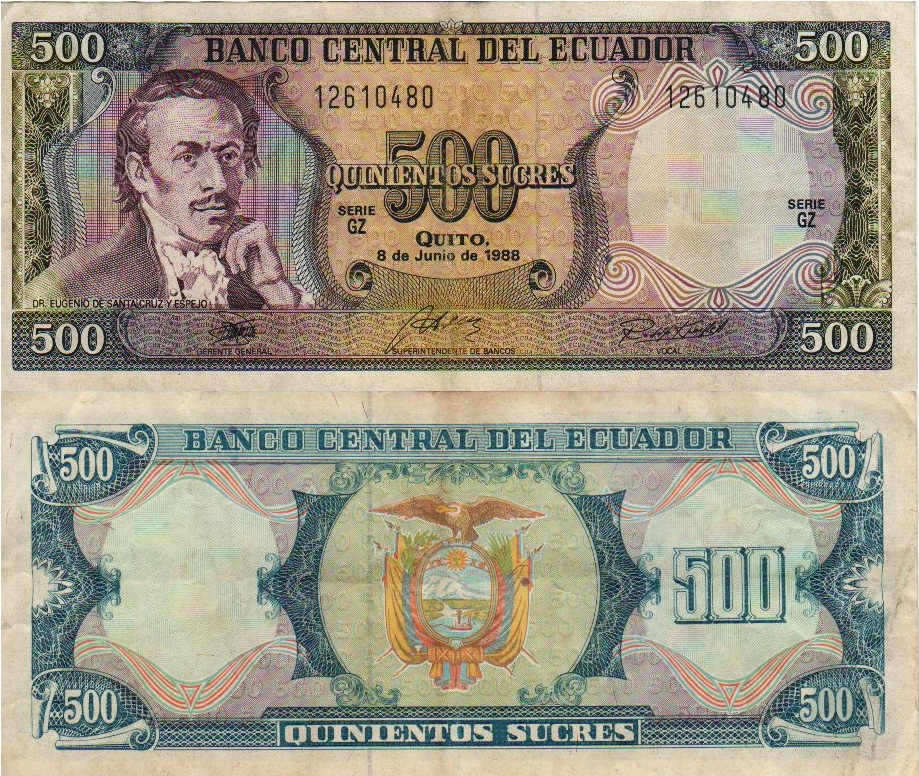
Espejo, en un billete de 500 sucres.

Eugenio Espejo fue un autodidacta, y decía con orgullo que leyó todos los libros que llegaron a sus manos; y, si no lo hacía, lo compensaba observando la naturaleza. Sin embargo, su deseo de leer todo indiscriminadamente en ocasiones le llevó a juicios apresurados que aparecían en sus manuscritos.[h] Del estudio de su obra, se puede inferir que Espejo consideraba que la educación era el principal medio para el desarrollo popular. Entendía que leer era básico para la formación del ser, y esta consciencia lo impulsó a criticar el orden establecido, en razón de sus observaciones y la aplicación de la ley de la época. 
Por medio de sus escritos, Espejo quería educar a la gente y despertar en ella un espíritu rebelde. Abrazó la causa de la igualdad entre indígenas y criollos, un ideal que fue ignorado en los futuros procesos independentistas.[i] También favorecía los derechos de las mujeres, aunque no desarrolló estas ideas.[j] Tomando en cuenta las circunstancias en que vivía, contaba con un entendimiento avanzado de las ciencias: aunque nunca viajó al extranjero, entendía la relación entre los microorganismos y la difusión de las enfermedades.[k]
Cuando fue arrestado, se rumoreó que su detención se debía a su apoyo a las “impiedades” de la Revolución francesa. Sin embargo, Espejo fue una de las pocas personas de la época que distinguía entre los logros de la Revolución Francesa y el espíritu irreligioso asociado a ella, mientras sus contemporáneos en España y sus colonias de manera equivocada equiparaban la emancipación de América con la pérdida de la religión católica. La acusación de impiedad fue premeditada para incitar el odio popular en su contra. Espejo nunca perdió su fe en el catolicismo a lo largo de su vida; condenaba la decadencia del clero, pero no a la Iglesia en sí misma. Eugenio Espejo tenía un deseo incansable por conocer y a través de sus obras, influidas por la Ilustración, mostró su ansiedad por cambiar un orden de la cosas que consideraba bárbaro en todo sentido.

## Pensamiento

### Sobre la educación

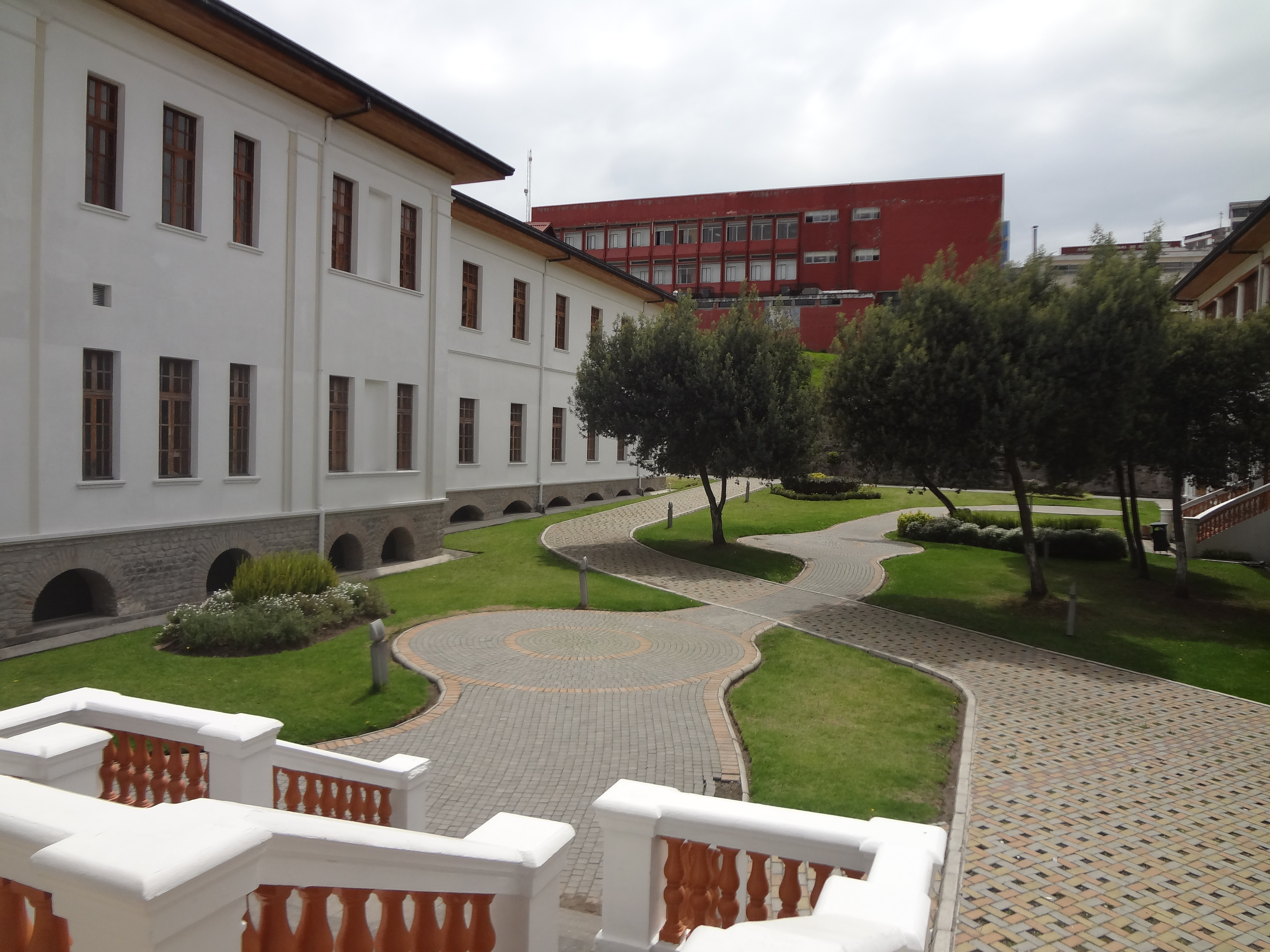
Biblioteca Nacional Eugenio Espejo, Quito.

Con sus primeras tres obras, Espejo buscaba mejorar el pensamiento intelectual de Quito. El Nuevo Luciano de Quito ridiculizaba el sistema educativo anticuado preservado por el clero. Espejo señalaba que las personas de Quito estaban acostumbradas a la adulación, y que admiraban a cualquier sacerdote que pudiera citar la Biblia de forma pomposa e insustancial. Marco Porcio Catón expuso la ignorancia de los seudointelectuales de Quito. La ciencia blancardina, obra en la que Espejo aseguraba ser el autor de las dos anteriores, criticaba los resultados del sistema educativo del clero: ignorancia y afectación. Los tres libros fueron polémicos en su tiempo.
A través de estas tres obras, Espejo promovió las ideas de intelectuales europeos y estadounidenses tales como Feijoo y los jesuitas Verney y Guevara, entre otros. Como resultado, muchas órdenes religiosas modificaron sus programas educativos. A Espejo le disgustaban los seudointelectuales que dirigían mal el pensamiento de la ciudad de Quito mientras desestimaban a personas que de hecho tenían conocimiento. 
A través de estas tres obras, Espejo promovió las ideas de intelectuales europeos y estadounidenses tales como Feijoo y los jesuitas Verney y Guevara, entre otros. Como resultado, muchas órdenes religiosas modificaron sus programas educativos. A Espejo le disgustaban los seudointelectuales que se  dirigían al mal el pensamiento de la ciudad de Quito mientras desestimaban a personas que de hecho tenían conocimiento.
También criticó en particular a los jesuitas por, entre otras cosas, no enseñar la ética como una ciencia, sino como una guía de buenos modales, y por su adopción del probabilismo como una guía moral. Se quejaba del sistema laxo para educar a los sacerdotes de Quito, e indicaba que inculcaba hábitos de pereza en los estudiantes. Como resultado, los sacerdotes no tenían idea sobre sus obligaciones hacia Dios y la sociedad, y tenían poca inclinación al estudio. En El Nuevo Luciano de Quito, lamentaba el gran número de curanderos que pretendían ser médicos. En La ciencia blancardina continuó atacando a estos curanderos así como también a los clérigos que fungían de médicos sin tener la formación adecuada para hacerlo.

### Sobre teología
En 1780, en su primera disertación ceñida a asuntos religiosos, Espejo escribió una carta teológica, Carta al Padre la Graña sobre indulgencias,[l] en la que examinaba las indulgencias en la Iglesia Católica, mostrando su profundo conocimiento sobre teología y dogma. Analizó los orígenes históricos de las indulgencias y su desarrollo, citando decretos y bulas relativas al uso abusivo de las mismas. En esta obra, Espejo fervientemente defendía la autoridad del Papa. 
El 19 de julio de 1792 Espejo escribió otra carta, Segunda carta teológica sobre la Inmaculada Concepción de María, ante una petición del inspector del Santo Oficio.[m] Como su nombre lo indica, esta carta trataba sobre la Inmaculada Concepción de la Virgen María. Una vez más, su autor mostró su erudición sobre la materia y su conocimiento sobre el estado de la cuestión en el siglo XVIII. 
Asimismo, Espejo escribió una serie de sermones, notorios por su simplicidad. El clérigo e historiador ecuatoriano Federico González Suárez consideraba que estos sermones eran dignos de estudio, a pesar de observar en ellos una falta de “espíritu evangélico” En definitiva, Espejo era un hombre profundamente religioso.

### Sobre economía
A partir de 1785, Espejo se interesó en el bienestar de su comunidad y en la prosperidad de la ciudad de Quito. Sus obras entre ese año y 1782 claramente denotan la influencia de filósofos de la Ilustración, cuyas ideas adaptó a las condiciones locales. A medida que muchos pensadores comprendían el poder de la economía como una fuerza social, Espejo, influido por Feijoo y Adam Smith, ente otros, mostró su deseo por reformas comerciales y agrícolas, en particular aquellas relacionadas con la conservación y el uso adecuado de la tierra. Para promover estas ideas, fundó la Escuela de la Concordia. 
Sus obras Voto de un ministro togado de la Audiencia de Quito y Memorias sobre el corte de quinas rechazaban la idea de un monopolio de la producción de la quinina por parte de la Corona con el fin de prevenir la destrucción de la cinchona y expandir los ingresos de la Real Hacienda. De hecho, Memorias fue dedicada a Fernando Cuadrado, quien precisamente se oponía a dicho monopolio. 
Espejo dividió su estudio sobre la cinchona en cuatro partes. En la primera, argumentaba que el monopolio dejaría a los trabajadores sin empleo, trayendo como consecuencia la pérdida de capital invertido en su cultivo. En la segunda parte, hizo varias sugerencias, tales como desarrollar ciertos productos “naturales” de cada región a fin de exportarlos. Así, por ejemplo, que se priorice la producción de vinos en Chile, de cuero en Argentina, y así sucesivamente. En la tercera parte buscaba demostrar que muchos trabajadores se beneficiaban de la industria de la quinina, y que sin ella habría desempleo y malestar, de modo que la Corona debía más bien designar oficiales para regular el correcto cultivo del árbol de cinchona, incluyendo la reforestación. Finalmente, en la cuarta parte, hacía recomendaciones, tales como la represión de la hostilidad indígena en la región de los árboles de cinchona.

### Obra como abogado
Su Defensa de los curas de Riobamba fue escrita como respuesta a un reporte de Ignacio Barreto, que acusaba al clero de Riobamba de varias prácticas antiéticas. Entre otras cosas, el reporte decía que la gran cantidad de celebraciones religiosas en Riobamba, frecuentadas por los indígenas, eran perjudiciales para la fe católica, la agricultura, la industria y los intereses de la Corona; que los sacerdotes exigían a los indígenas dinero para permitirles el ingreso a las iglesias y para ciertas ceremonias; que los sacerdotes de Riobamba eran inmorales; y, que la mayoría de sus sermones eran incomprensibles para los indígenas. 
Espejo atacó el reporte de Barreto de tres maneras. Primero, argumentó que Barreto, supuesto autor del reporte, no era capaz de redactarlo. Luego, alegó que las acusaciones eran exageradas, verdades a medias o claras mentiras. Finalmente, señaló que los problemas económicos de Quito no podían resolverse explotando sus recursos humanos (los indígenas), sino a través de la planificación y explotación de los recursos naturales de la región. 
Espejo comprendió que los cargos contra el clero eran tan graves que tenía que enfocarse en destruir la credibilidad de Barreto. En consecuencia, sugirió que su conducta era escandalosa, por sus excesos al recaudar los impuestos y por su hábito de contratar mujeres licenciosas usando fondos públicos. Adicionalmente, mencionó que el verdadero autor del reporte era José Miguel Vallejo, a quien se refirió como un hombre inmoral que despreciaba el clero. Por lo tanto, Espejo aseguraba que el contenido el informe no era fiable. 
Aparentemente, en esta obra Espejo no estaba tan enfocado en analizar el caso y defender al clero de Riobamba, como en atacar a sus enemigos personales. Aun así, su talento como abogado se puede apreciar en sus Representaciones, que le permitieron ser liberado tras su arresto en 1787 por su supuesta autoría de El Retrato de Golilla. En estos documentos, defendía su lealtad a la Corona; comentaba lo injusto de su cautiverio en razón de la indignación que causó en varias personas distinguidas; y, aclaró la motivación detrás de sus obras. Todo esto como preludio para su objetivo principal: negar ser el autor de El Retrato de Golilla

### Obra científica
La Corona Española estaba muy preocupada por la salud pública de sus dominios. Las enfermedades eran un mal constante en sus colonias, y los ayuntamientos erogaban recursos para traer médicos o equipos sanitarios desde otras regiones de América. Eran frecuentes los reportes elaborados por médicos sobre las condiciones sanitarias e higiénicas de varios barrios de las ciudades. Como científico, Eugenio Espejo demostró su conocimiento sobre los últimos avances de la época sobre la materia en América y Europa. La mayoría de argumentos y recomendaciones de sus obras médicas pueden encontrarse en fuentes contemporáneas, como las Mémoires de la Academia Francesa de las Ciencias. 
La Presidencia de Quito estaba especialmente preocupada por la prevención de la viruela. Villalengua, el presidente de la Audiencia, reunió a todos los médicos de Quito para discutir la aplicación de los métodos sugeridos por el científico español Francisco Gil, y se le encargó a Espejo la redacción de sus Reflexiones acerca de un método para preservar a los pueblos de las viruelas."[n] Reflexiones, terminada el 11 de noviembre de 1785, consta de dos partes: la primera se dedica a la prevención de la viruela en Quito; la segunda aborda los obstáculos en el camino para su erradicación. El conocimiento de Espejo respecto de las inoculaciones y la cuarentena de las víctimas de viruela era notoriamente avanzado para su época. 
Reflexiones recomendaba usar métodos comprobados apoyados por médicos españoles y extranjeros. Refutaba la creencia generalizada que la separación y destrucción de la ropa contaminada no era práctica, y promovía la higiene personal entre los habitantes de Quito. Espejo intentó convencer a la gente sobre los peligros de la viruela. Estaba al tanto de las teorías médicas europeas sobre enfermedades contagiosas de la época, y advertía que era una idea equivocada creer que la viruela se transmitía a través de aire contaminado. Citando al médico inglés Thomas Sydenham, sugirió la construcción de una casa aislada en el campo para servir como hospital. 
Al tratar el problema de la sanidad, Espejo observó que el Hospital de la Misericordia, los monasterios y las iglesias estaban mugrientos y que ello ciertamente iba a contribuir a la generación de futuras epidemias. Desaconsejaba la costumbre de enterrar a los muertos dentro de las iglesias; en su lugar, sugería enterrar a los muertos fuera de los límites de la ciudad en un cementerio elegido por la Iglesia y de propiedad del ayuntamiento. Finalmente, criticaba la administración del Hospital, el único de la ciudad, por parte de los Betlemitas. Aseguraba que sus métodos eran anticuados y que proveían un servicio deficiente. El personal del hospital tomó mal las críticas y Espejo perdió la amistad de su mentor, José del Rosario.

## Legado

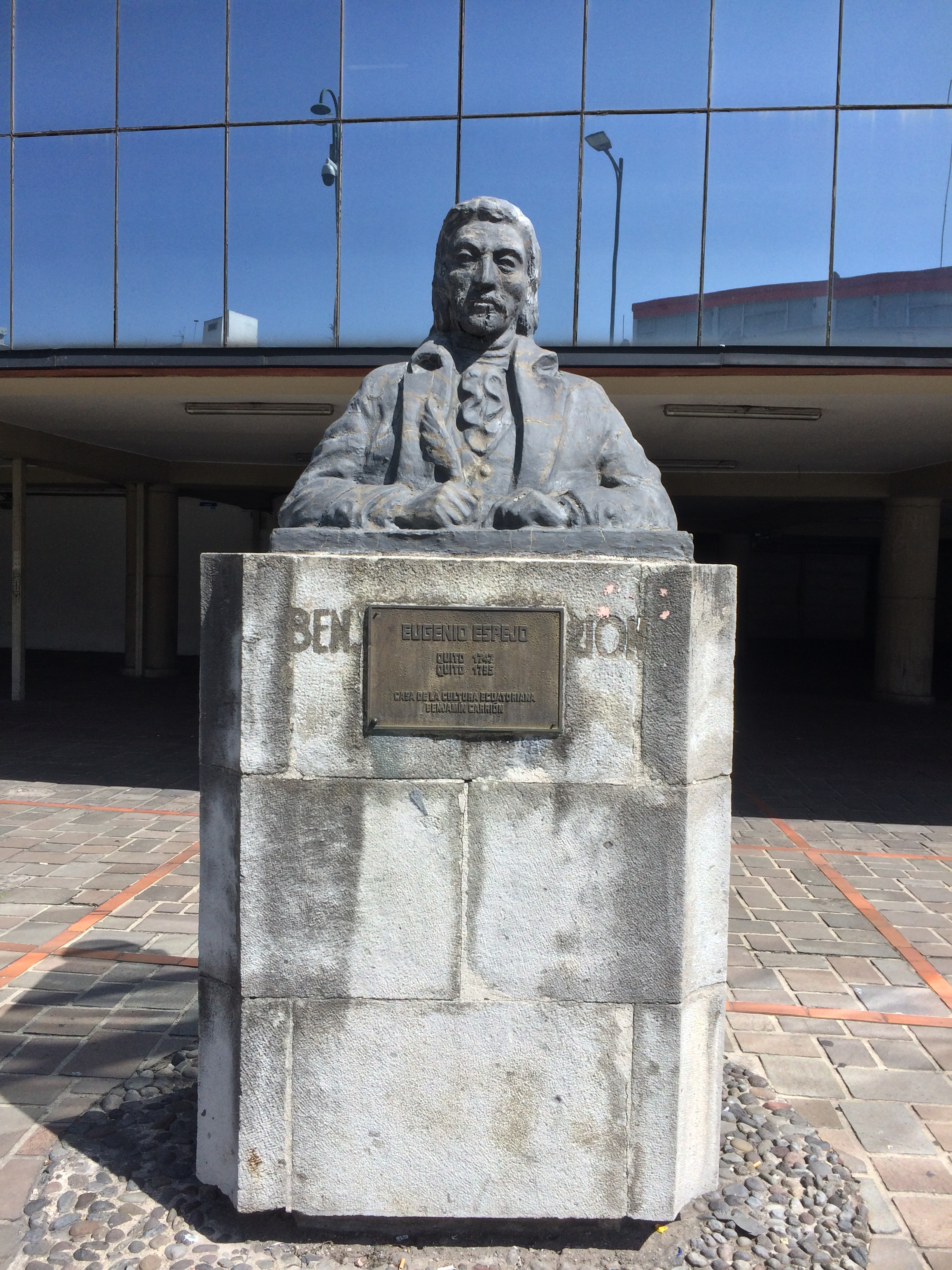
Busto de Eugenio Espejo, Casa de la Cultura Ecuatoriana (Quito).

Espejo es considerado el precursor del movimiento independentista de Quito. Murió en 1795, pero sus ideas tuvieron una poderosa influencia en tres de sus amigos cercanos: Juan Pío Montúfar, Juan de Dios Morales y Juan de Salinas. Ellos, junto con Manuel Rodríguez Quiroga, iniciaron el movimiento que culminó con la declaración de independencia de 10 de agosto de 1809.
Publicó el primer periódico de Quito, razón por la cual es considerado el fundador del periodismo ecuatoriano. También es considerado el primer crítico literario del Ecuador; según el académico español Marcelino Menéndez y Pelayo, el Nuevo Luciano es la obra de crítica literaria más antigua de América del Sur.
Su influencia en el pensamiento ecuatoriano puede verse además en otros ámbitos: en la educación, por cuanto promovió nuevas ideas pedagógicas, como la formación de buenos ciudadanos en lugar de la simple impartición de conocimiento; y, naturalmente, en las ciencias, pues fue, junto con Pedro Vicente Maldonado, uno de los dos científicos más importantes del Ecuador colonial. Dedicó su vida a analizar la realidad social del Quito colonial; la pobreza y falta de educación de sus habitantes; y denunció estas limitaciones, incluyendo la corrupción de las autoridades coloniales.

## Listado de sus obras

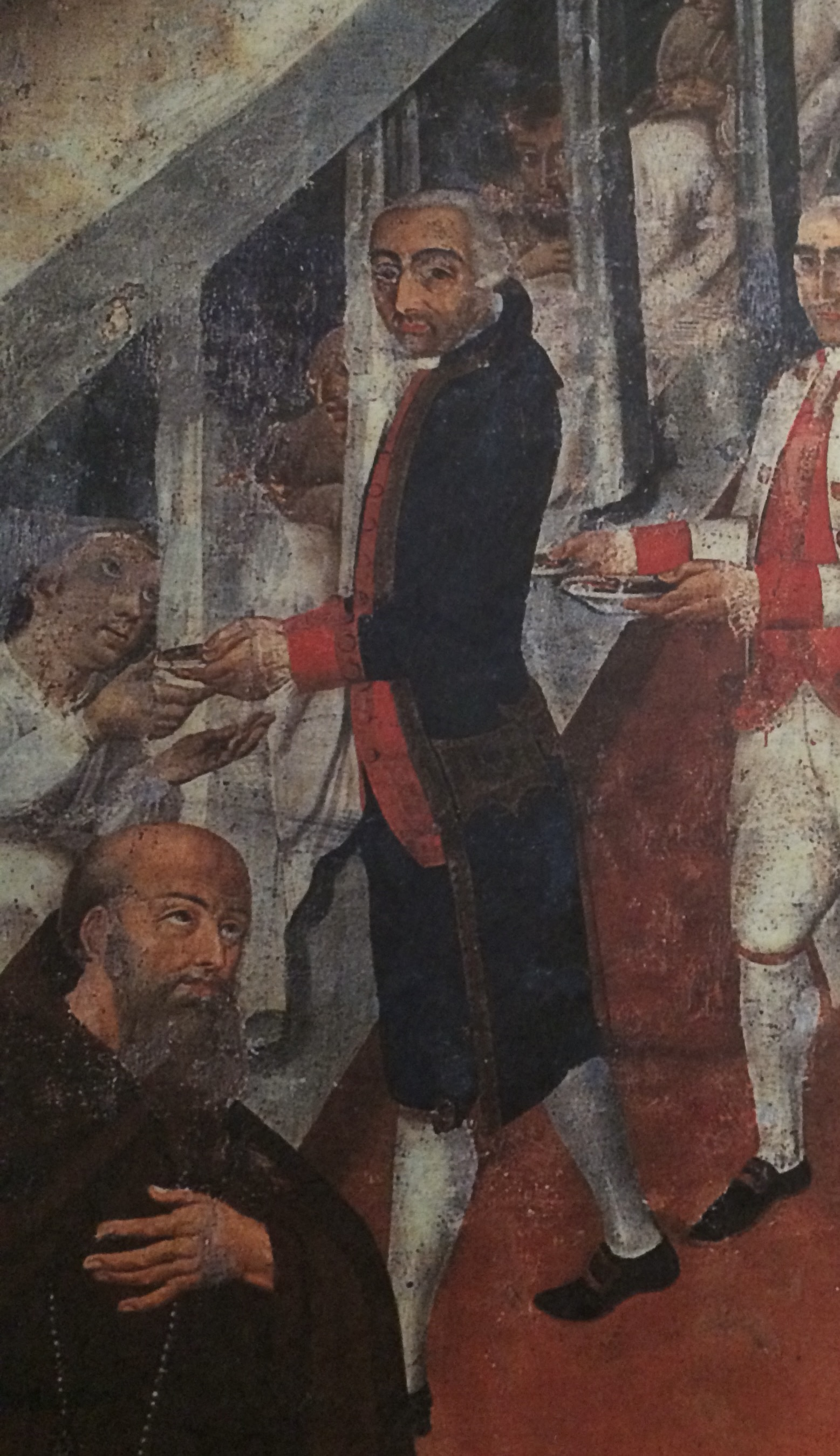
Detalle de Eugenio Espejo en pintura "José García de León y Pizarro visita el Hospital San Juan de Dios"

### Teología
- Sermones para la profesión de dos religiosas (1778)
- Sermón sobre los dolores de la Virgen (1779)
- Sermón de San Pedro (1780)
- Segunda carta teológica sobre la Inmaculada Concepción de María (1792)
- Sermón de Santa Rosa (1793)

### Derecho
- Carta al Padre la Graña sobre indulgencias (1780)
- Defensa de los curas de Riobamba (1787)
- Representaciones al presidente Villalengua (1787)
- Cartas riobambenses (1787)

### Medicina
- Reflexiones acerca de un método para preservar a los pueblos de las viruelas (1785)
- Memorias sobre el corte de quinas (1792)
- Voto de un ministro togado de la Audiencia de Quito (1792)

### Filosofia
- Nuevo Luciano de Quito o Despertador de los ingenios quiteños (1779)
- Marco Porcio Catón o Memorias para la impugnación del Nuevo Luciano de Quito (1780)
- La Ciencia Blancardina (1781)

### Periodismo
- Primicias de la Cultura de Quito: Literatura
- Primicias de la Cultura de Quito: Ciencias y artes
- Primicias de la Cultura de Quito: Miscelánea
- Primicias de la Cultura de Quito: Historia literaria y Economica
- Primicias de la Cultura de Quito: Historia literaria y economica
- Primicias de la Cultura de Quito: Historia literaria y economica
- Primicias de la Cultura de Quito: Historia literaria y economica

### Otros
- El Retrato de Golilla (atribuido, 1781)
- Traducción del tratado De lo sublime de Longino
- Discurso sobre la necesidad de establecer una sociedad patriótica con el nombre de "Escuela de la Concordia" (1789)

## Relación entre la política y sus actividades literarias
Fue nombrado primer director de la biblioteca pública, compuesta por más de 40 000 volúmenes procedentes de los fondos de la Compañía de Jesús, recientemente expulsados. Por tal motivo en la actualidad se conoce como el primer bibliotecario ecuatoriano y en su natalicio se celebra el Día del bibliotecario en Ecuador. También publicó importantes trabajos de medicina, como las Reflexiones acerca de las viruelas (1785), el cual se convertiría en el primer texto científico que refería la existencia de microorganismos (inclusive antes que Louis Pasteur) y que definiría como política de salud conceptos básicos en la actualidad como la asepsia y antisepsia de lugares y personas. Más adelante colaboró en la creación de la Sociedad Patriótica de Amigos del País de Quito o Escuela de la Concordia de la que fue designado secretario, a semblanza de las otras que comenzaban a surgir en España y en las colonias y, sobre todo, editó el primer diario de la ciudad: Primicias de la Cultura de Quito (1792).
Los enemigos de Espejo lo hicieron detener en Riobamba acusándolo de ser el autor de la sátira "El Retrato de Golilla" dónde se calificaba de "Rey de barajas" al entonces monarca español Carlos III. Las averiguaciones las realizó el Corregidor de Latacunga Baltazar Carriedo, para luego trasladar el asunto a Bogotá dónde fue sobreseído gracias a la intervención de Juan Pío Montúfar. Después del proceso regresó a Quito para fundar una escuela en beneficio de la Audiencia.

## Resumen de sus Obras

### Nuevo Luciano de Quito o despertador de los ingenios quiteños(1779)
En este texto, dos vecinos de Quito opinan acerca de los méritos estilísticos de un sermón, y de esto, se desarrolla un análisis retórico y conceptual de los contenidos y métodos de la educación americana que, según uno de los interlocutores, están bastante afectadas por la aún presente influencia jesuita en las instituciones educativas. Esta obra aborda temas como la salud pública, el arte, la belleza, la ciencia, la política, entre otros.

### Marco Porcio Cantón o Memorias para la impugnación del nuevo Luciano de Quito(1780)
Una de sus importantes obras que corresponde una respuesta ficticia por parte de Moisés Blancardo a su anterior publicación el Nuevo Luciano de Quito. De esta forma extiende Espejo los diálogos que estructuraron su anterior escrito para incluir también una publicación externa donde se muestra un punto de vista opuesto y una crítica "para la impugnación". 

### Cartas teológicas(1780)
En estas cartas, Espejo habla sobre las indulgencias dentro de la Iglesia católica y sobre la inmaculada concepción de la Virgen María. En ellas, Espejo también pone de manifiesto el dominio de temas alusivos a la religión católica.

### La Ciencia Blancardina(1781)
Moisés Blancardo, quien había respondido a Murillo y Mera (los dialogantes del Nuevo Luciano) ahora entra también al diálogo para este último libro donde llega a reconocer finalmente la razón de la crítica que extendía Mera a los sermones y a la sociedad en general de esa época. De esta forma se cierra el diálogo entre sus tres obras pedagógicas.

### Reflexiones acerca de un método para preservar a los pueblos de las viruelas(1785)

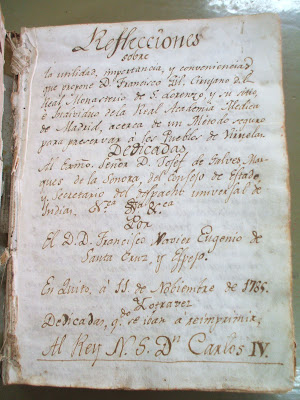
Manuscrito de las Reflexiones acerca de un método para preservar a los pueblos de las viruelas.

Eugenio Espejo en sus investigaciones realizó diversos análisis sobre las epidemias que afectaban frecuentemente a los ciudadanos en las calles de la ciudad, ya que era común en aquella época recibir noticias de personas que se contagiaban o contraían enfermedades tan solo por caminar por la calle. Para ese momento se creía que el aire era el causante de las enfermedades de las personas, además de que aquello que contribuía al contagio era el contacto de una persona sana con una enferma. Espejo profundizó y analizó a las personas que asistían a eventos sociales y religiosos, resultó que eran los más propensos a padecer o contagiarse de alguna enfermedad a causa de los ambientes cerrados, como los conventos.
Concluyó que los virus se generaban por microorganismos los cuales se transmitían de persona en persona mediante el contacto físico entre ellas. Además, descubrió que los corpúsculos se emanaban debido a la insalubridad de la ciudad.

#### Resumen y análisis del texto
El texto Reflexiones acerca de un método para preservar a los pueblos de las viruelas, en el cual reflexiona acerca de la clase de sociedad poco capaz de producir una opinión diferente a la establecida por los virreyes, los criollos y las órdenes eclesiásticas, la ignorancia que existe entre cada uno de sus habitantes, más, es para él la principal causa de que la enfermedad haya conseguido afectar a tantas personas. La razón de este pensamiento por parte del quiteño, se debe a que los encargados de la salud en dicha ciudad, los sacerdotes y frailes, se apoyaban demasiado en su ideología religiosa para intentar curar esta terrible enfermedad que azota a sus habitantes, que da a la vista el hecho de que el Estado no consideraba el cuidado de los ciudadanos de su interés, sino algo que solo le concernía a la propia iglesia.
Al mismo tiempo, Espejo también destaca la poca estima y conferencia de información y educación disponible para los de estrato bajo, es decir, los indígenas y mestizos, a quienes se los considera más como efectiva mano de hombre que seres necesitados de una enseñanza decente. Y esto, igualmente, se aplica a los que ejercen la medicina, debido a que, Espejo, planteó que era necesario un estudio más complejo para entender el funcionamiento del cuerpo humano, que era tanto un sólido como un líquido.
Espejo, puso una teoría cercana al razonamiento para dar con el posible origen de esta epidemia que padecía la ciudad, concluyendo que esta enfermedad no provenía como un celestial castigo del cielo por alguna indignación o pecado, sino que habría llegado desde el Viejo Mundo estando presente en algún comerciante o emigrante que haya llegado de este, específicamente de Europa, tomando en cuenta el considerable aumento del comercio en ese momento, el cual, pudo tener una gran ayuda en su propagación, puesto que aquellas regiones con poco o ningún tránsito de comercial rara vez fueron tocadas por las viruelas. La cual como era de esperarse fue una postura bastante atacada por la iglesia, a pesar de su considerable razonamiento.
Dentro de este ámbito, también se hallaba la idea de que el contagio de esta enfermedad también podía ser posible no solo, por tacto físico o por el aire, sino también por contacto con objetos; desde frutas y utensilios, hasta las propias prendas de vestir.
En ese texto, se proponen varias soluciones para ayudar a mejorar el combate contra las viruelas, entre las cuales estaba el uso médico de la vacuna, tomar control sobre las cantidades de basura que llegaban a acumularse en las calles, y también la reubicación de los cementerios en lugares alejados de la ciudad.
Estas pautas en sí traerían varios problemas para las clases sociales dominantes del estado, más que nada por la reubicación de los cementerios, pues esto produciría una imagen de igualdad en las condiciones mortuorias que pondría en vergüenza a los criollos al ser puestos en mismo nivel de los mestizos.
Algo destacable del texto de Espejo, es que creía que la viruela era una enfermedad que atacaba el cuerpo de adentro hacia afuera, teniendo en cuenta cada uno de sus efectos en el exterior de cada uno de los infectados, quienes sufrían una pérdida completa de su hermosura física exterior como efecto de las viruelas. En palabras del autor de la reflexión “La hermosura es un don precioso emanado de las de un ser supremo, perfectísimo, esencial, e infinitamente hermoso; y que las gentes hermosas son en quienes se retrata esta perfección de Dios Las mujeres que tanto desean cultivar la belleza, y poseerla, tienen razón de llorar su pérdida en el fuego de las enfermedades”. Carmina Rodríguez Hermoso afirma que “acabar con las viruelas es beneficioso porque es una manera de preservar la hermosura, cualidad muy estimable para el espíritu filosófico”. Esto daría a entender que la viruela es una enfermedad que ataca al componente epidérmico o por lo menos, se detecta que una persona padece de ésta enfermedad por medio de la pérdida de la hermosura.
Cada uno de los ya dichos pensamientos de Eugenio Espejo presentados en la “reflexión”, dieron aportes grandes, aunque tardíos a la medicina de ese tiempo, más que nada en Quito, pues sus enseñanzas tuvieron poca fama en su ciudad natal, debido a que iban en contra de las doctrinas fuertemente establecidas y tradicionales para la gente de élite.[1]
A la vez, las propuestas de Espejo dieron a luz a ciertos hechos que hasta ese momento la sociedad estaba ignorando completamente, como la falta de higiene que se encontraba en las calles debido a la abundante cantidad de desperdicios esparcidos por las calles, que en sí fue uno de los principales medios para la transmisión de enfermedades. Rodrigo Bourguet afirma que “Para Eugenio Espejo el problema de la salud pública no es solo una situación propia de la "mala educación", ni tampoco de los "negligentes" o "falsos médicos" que operan en Quito, sino también la ignorancia y la superstición ligadas a un control eclesiástico sobre las clases menos instruidas en el siglo xviii”. Santiago Castro-Gómez afirma que “la práctica médica no sólo jugaba en concordancia con la biopolítica estatal –que Espejo afirmó siempre obedecer y respetar–, sino que actuaba como un mecanismo de dominación social frente a las castas”.
Su reflexión trajo consigo los déficits que existían en el gobierno y la medicina poco capaz de Quito. Esto debido a que en su escrito este da una gran cantidad de indicios sobre las injusticias y poca sabiduría de tanto los criollos y los clérigos, o “falsos médicos” para con su nación, pues las clases dominantes tenían poco interés en la epidemia de las viruelas, e incluso ponían su seguridad por encima de la de los mestizos, y los clérigos se valían más que nada de su dogma y supersticiones a la hora de hacer frente a esta epidemia dejando morir a muchas personas en su ciega y fanática creencia religiosa. Y también, pero no menos importante, Espejo dejó una comprensión más compleja de la mecánica en el cuerpo del ser humano, lo cual dio espacio para el desarrollo del área de la medicina.

#### Recepción crítica
La obra de Eugenio Espejo, Las reflexiones acerca de un método para preservar a los pueblos de las viruelas, del cual se ha hablado o criticado mucho desde una perspectiva más que nada médica. social y en cuanto a la recepción que tuvo durante su publicación en aquella época del siglo XVIII. En el artículo de Virgilio Paredes Borja Comentarios a las reflexiones sobre las viruelas, se comenta que la recepción del texto de Espejo fue demasiado dividida, en el sentido de que uno alababan su obra mientras que otros, es decir lo cabildos nacionales de Quito, rechazaban o buscaban censurar la obra. Esto se debe a que el contenido de "Las reflexiones" hace una fuerte crítica a la sociedad quiteña que permitió la llegada o entrada de la viruela y sarampión provocando una epidemia, a causa de la deplorable situación o condiciones sanitarias y la ignorancia de las personas que practicaban la medicina (Médicos, sacerdotes, frailes y curas), que se aprecia en las siguientes citas: "Pero no hay solo quejas sino también alabanzas: los jesuitas desterrados aprecian el gran valor del informe, personajes de valía defienden a Espejo y lo alimentan", "Conocido el informe del Dr. Espejo se desata la tormenta: se quejan los médicos por haberles dicho que se limiten a prescribir ojos de cangrejo y sangrías --algo así como si hoy se nos acusara a prescribir solo vitaminas y la extirpación del apéndice vermiforme--; se quejan amargamente las comunidades por haber escrito que los conventos de Quitos son focos de infección", "El cabildo llama a Espejo y le propone que, dado lo valioso de su informe, suprima en el manuscrito las injurias y ciertos detalles que lastiman personajes e instituciones respetables, Espejo no cede: la verdad ante todo, no le importan los resentidos".
Por otra parte, en el texto de Germán Rodas "Las reflexiones de Espejo: precursoras del cambio social", se habla sobre que Espejo con las Reflexiones fue llevado a prisión por sus reflexiones sobre el entorno sociopolítico de la Real Audiencia de Quito y el terrible papel de los médicos frente al gran problema epidémico.
Otros autores como Jorge Luis Sánchez, en "Las ideas de un Quiteño subversivo: Eugenio Espejo", en el apartado de "Espejo y su trascendencia histórica", el legado de Eugenio Espejo consiste en su ejemplo del porvenir nacional de Ecuador. A quien le rinden tributos de admiración a sus ideas, acciones y memorias.

### Cartas riobambenses (1787)
Espejo decidió viajar a Lima para escapar de la creciente persecución que sufría por parte de sus enemigos, pero se terminó quedando en Riobamba puesto que los párrocos de esa ciudad le habían pedido que los defendieran de los ataques lanzados contra ellos por el cobrador de tributos de la provincia, Ignacio Barreto.

### Discurso de la Escuela de la Concordia (1789)
Discurso como motivo de la fundación de esta sociedad de amigos que tuvo como fin el fomento de la agricultura, las artes y la industria. Esto fue declamado ante el presidente de la Real Audiencia de Quito, Luis Antonio Muñoz de Guzmán; el Obispo de la ciudad, José Pérez Calama y los oidores de la Audiencia, así como otras personas distinguidas de la sociedad quiteña.

### Memorias sobre el corte de quinas (1792)
En este escrito, Eugenio Espejo expreso su criterio de oposición al corte de la Quina en Loja y Cuenca, apuntando al hecho de que los agricultores no se preocupaban por el reemplazo del producto. Aquí, Espejo también da informes sobre los aspectos económicos, comerciales, y técnicos de la Quina.

### Primicias de la Cultura de Quito (1792)
Publicación editada por la Escuela de la Concordia, de la que Miguel de Jijón fue su presidente con el objetivo de fundar una Sociedad Patriótica en la Real Audiencia de Quito, basándose en su experiencia como miembro de la Sociedad Económica de Amigos del País de Madrid, del cual fue miembro. Su primera edición circuló el 5 de enero de 1792 y fue publicada quincenalmente, con temas principalmente económicos. Espejo fue su único autor. Debido a la persecución que sufrió Espejo solamente se lograron crear siete publicaciones.
1. Literatura
2. Ciencias y artes: ensayo sobre determinar los caracteres de la sensibilidad
3. Miscelánea: carta escrita al director de periódicos sobre los defectos del segundo número
4. Historia literaria y económica I
5. Historia literaria y económica II
6. Historia literaria y económica III
7. Historia literaria y económica IV

### Defensa de los curas de Riobamba (1795)
En este texto, se buscaba refutar un informe oficial presentado contra los excesos que tenían lugar en los festejos religiosos y sus dañinos perjuicios económicos, a la vez que se apuntan varios datos relacionados con los danzantes indígenas. 